# Voltigierverein Ingelsberg

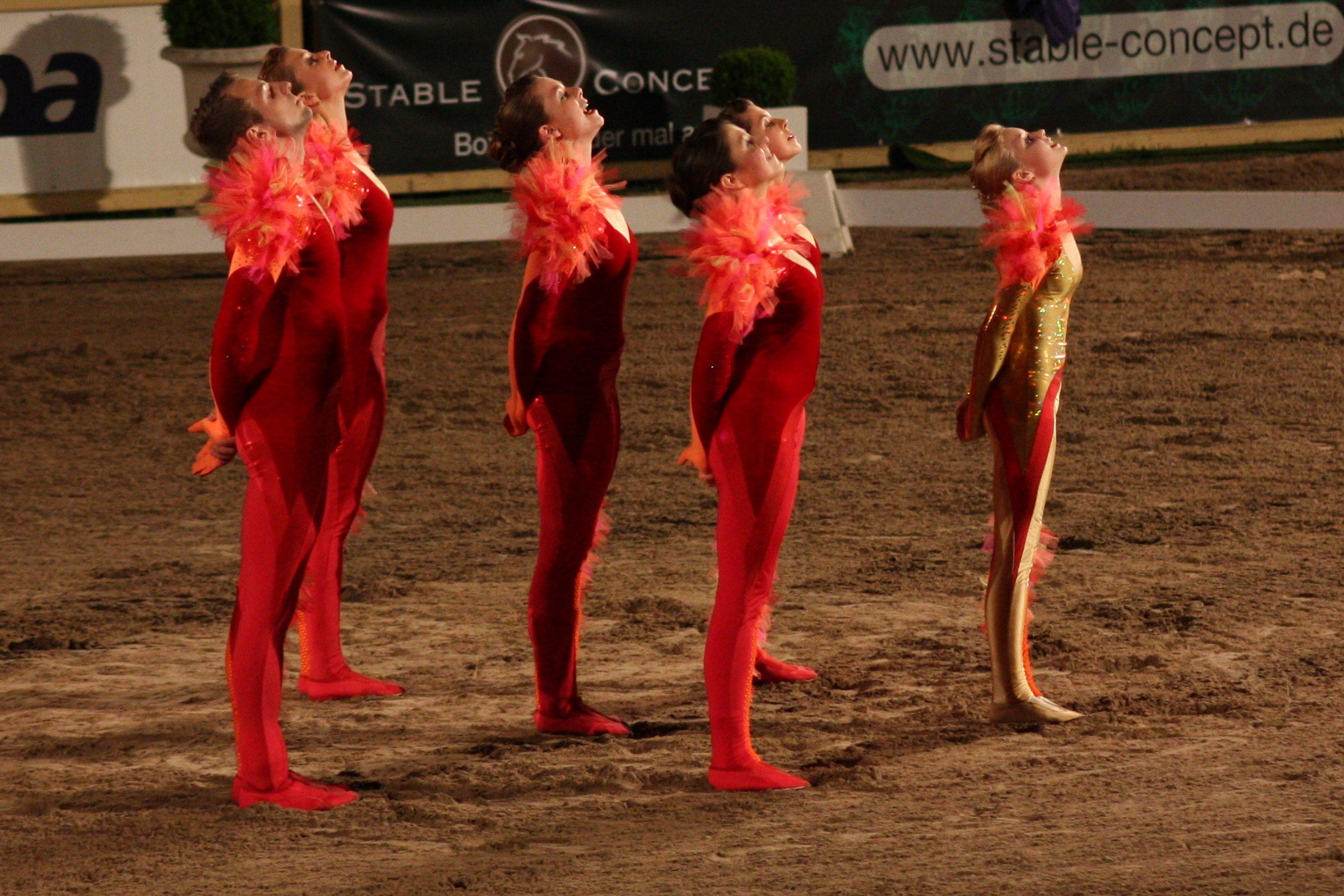
Die erste Mannschaft des Vereins beim Gruppenvoltigieren am Internationalen Pfingstturnier Wiesbaden 2013

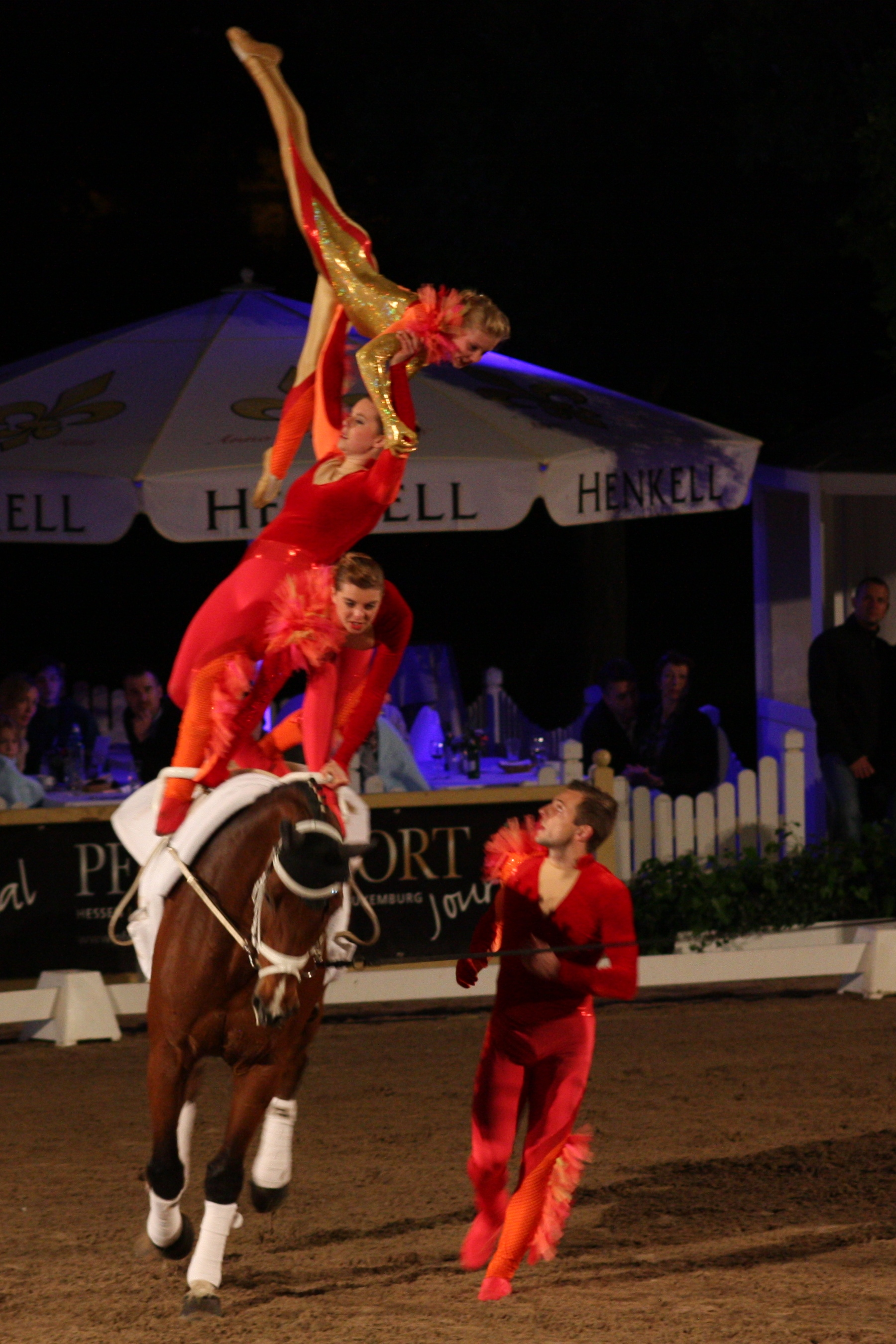
Die erste Mannschaft des Vereins beim Gruppenvoltigieren am Internationalen Pfingstturnier Wiesbaden 2013

Der Voltigierverein Ingelsberg e. V. (VV Ingelsberg) ist ein Sportverein in Vaterstetten bei München. Er gehört mit zahlreichen Medaillen bei CVIs und Championaten (Welt- und Europameisterschaften) zu den erfolgreichsten Vereinen im deutschen und internationalen Voltigiersport.
Der Verein wurde 1983 gegründet. Aufgrund wachsender Mitgliederzahlen reichten die Stall- und Trainingskapazitäten im bisherigen Vereins-Domizil nicht mehr aus, so dass der Verein 1995 auf den „Reitsberger-Hof“ umzog. Seit dem Jahr 2013 ist der Verein auf der Reitsportanlage Vaterstetten ansässig.
Mittlerweile gehören dem VV Ingelsberg insgesamt ca. 450 Mitglieder in zehn Turniergruppen und neun Anfänger- und Fortgeschrittenen-Gruppen an. Es stehen 15 Voltigierpferde sowie 30 Trainer zur Verfügung. Der erste Vorsitzende, Alexander Hartl, ist gleichzeitig Landestrainer des Pferdesportverbands Bayern.

## Erfolge

### Weltmeisterschaften
- Gold: 2000, 2004, 2008 (1. Mannschaft)
- Silber: 2010, 2016 (1. Mannschaft)
- Bronze: 2008 (Anja Barwig)

#### Junioren
- Gold: 2019 (Jannik Liersch), 2021 (Juniorteam)
- Silber: 2015 (Juniorteam), 2017 (Gregor Klehe), 2021 (Juniorteam)

### Europameisterschaften
- Gold: 2005 (Anja Barwig), 2007 (1. Mannschaft)
- Silber: 2005 (1. Mannschaft), 2009 (Anja Barwig), 2019 (1. Mannschaft)
- Bronze: 2009 (1. Mannschaft)

#### Junioren
- Gold: 2009 (Juniorteam), 2018 (Gregor Klehe)
- Silber: 2005, 2007, 2010 (Juniorteam), 2018 (Jannik Liersch)

### Deutsche Meisterschaften

#### 1. Mannschaft
- Gold: 2000, 2003, 2004, 2005, 2019
- Silber: 1999, 2001, 2002, 2006, 2008, 2010, 2011, 2012, 2013, 2014, 2015, 2016
- Bronze: 1997, 2009, 2017, 2018

#### Einzelvoltigieren (Anja Barwig)
- Gold: 2005
- Silber: 2006, 2008
- Bronze: 2004, 2009

#### Jugend
- Gold: 2009, 2014, 2015 (Juniorteam), 2017 (Gregor Klehe), 2018 (Gregor Klehe), 2019 (Jannik Liersch)
- Silber: 2008 (Juniorteam), 2018 (Jannik Liersch), 2019 (Juniorteam)
- Bronze: 2018 (Juniorteam)